# Discographie de Rita Ora
La discographie de Rita Ora comprend l'ensemble des albums et singles sortis par la chanteuse.

## Albums studio
| Titre   | Détails                                                                                        | Meilleure position | Meilleure position | Meilleure position | Meilleure position | Meilleure position | Meilleure position | Meilleure position | Meilleure position | Certification  |
| Titre   | Détails                                                                                        | UK                 | AUS                | AUT                | GER                | IRE                | NZ                 | SCO                | SWI                | Certification  |
| ------- | ---------------------------------------------------------------------------------------------- | ------------------ | ------------------ | ------------------ | ------------------ | ------------------ | ------------------ | ------------------ | ------------------ | -------------- |
| Ora     | - Sortie : 27 août 2012 - Label : Roc Nation, Columbia - Format : CD, téléchargement numérique | 1                  | 24                 | 51                 | 63                 | 2                  | 24                 | 1                  | 15                 | - BPI: Platine |
| Phoenix | - Sortie : 23 novembre 2018 - Label : Atlantic Records - Format : CD, téléchargement numérique | 11                 | 15                 | 43                 | 13                 | 19                 | 18                 | 21                 | 18                 | - BPI: Or      |

## Singles
| Titre                                                                | Année | Classement | Classement | Classement | Classement | Classement | Classement | Classement | Classement | Classement | Classement | Certifications                                                      | Album             |
| Titre                                                                | Année | UK         | AUS        | AUT        | BEL (FL)   | CAN        | DEN        | GER        | IRE        | N-Z        | US         | Certifications                                                      | Album             |
| -------------------------------------------------------------------- | ----- | ---------- | ---------- | ---------- | ---------- | ---------- | ---------- | ---------- | ---------- | ---------- | ---------- | ------------------------------------------------------------------- | ----------------- |
| How We Do (Party)                                                    | 2012  | 1          | 9          | 35         | 18         | 68         | 40         | 40         | 1          | 5          | 62         | - BPI: Or - ARIA: 2× Platine - RMNZ: Or                             | Ora               |
| R.I.P. (featuring Tinie Tempah)                                      | 2012  | 1          | 10         | 51         | 44         | —          | 26         | 36         | 11         | 28         | 103        | - BPI: Or - ARIA: Platine - IFPI DEN: Or                            | Ora               |
| Shine Ya Light                                                       | 2012  | 10         | —          | —          | —          | —          | —          | —          | 25         | —          | —          |                                                                     | Ora               |
| Radioactive                                                          | 2013  | 18         | 23         | —          | 20         | —          | —          | —          | 30         | —          | —          | - ARIA: Or                                                          | Ora               |
| I Will Never Let You Down                                            | 2014  | 1          | 5          | 15         | 12         | 62         | —          | 23         | 9          | 9          | 77         | - BPI: Platine - ARIA: Platine - IFPI DEN: Or - BVMI: Or - RMNZ: Or | Non-album singles |
| Poison                                                               | 2015  | 3          | 30         | —          | 45         | —          | —          | —          | 18         | —          | —          | - BPI: Argent - ARIA: Or                                            | Non-album singles |
| Body on Me (featuring Chris Brown)                                   | 2015  | 22         | 66         | —          | 105        | 91         | —          | —          | 54         | —          | 102        | - BPI: Argent                                                       | Non-album singles |
| Coming Home (avec Sigma)                                             | 2015  | 15         | 97         | —          | 13         | —          | —          | —          | 54         | —          | —          | - BPI: Argent                                                       | Life (en)         |
| Your Song                                                            | 2017  | 7          | 12         | 10         | 6          | 68         | 19         | 13         | 8          | 16         | —          | - SNEP: Or                                                          | Phoenix           |
| Anywhere                                                             | 2017  | 2          | 14         | 18         | 17         | —          | 25         | 18         | 4          | 23         | —          | - SNEP: Or                                                          | Phoenix           |
| Girls (feat. Cardi B, Bebe Rexha & Charli XCX)                       | 2018  | 22         | 52         | 62         | 33         | 72         | —          | 69         | 26         | —          | —          |                                                                     | Phoenix           |
| Let You Love Me                                                      | 2018  | 4          | 8          | 19         | 8          | 33         | 12         | 4          | 23         | 16         | —          | - BPI: Argent - SNEP: Or - ARIA: Platine                            | Phoenix           |
| Summer Love (avec Rudimental)                                        | 2018  | —          | —          | —          | —          | —          | —          | —          | —          | —          | —          |                                                                     | Phoenix           |
| How To Be Lonely                                                     | 2020  | —          | —          | —          | —          | —          | —          | —          | —          | —          | —          |                                                                     |                   |
| Joy                                                                  | 2025  | —          | —          | —          | —          | —          | —          | —          | —          | —          | —          |                                                                     |                   |
| « _ » signifie que le single n'est pas classé ou sorti dans le pays. |       |            |            |            |            |            |            |            |            |            |            |                                                                     |                   |

### Singles en featuring
| Titre                                                  | Année | Meilleure position | Meilleure position | Meilleure position | Meilleure position | Meilleure position | Meilleure position | Meilleure position | Meilleure position | Meilleure position | Meilleure position | Certification                                                                                   | Album            |
| Titre                                                  | Année | UK                 | AUS                | AUT                | BEL (FL)           | CAN                | DAN                | ALL                | IRE                | N-Z                | US                 | Certification                                                                                   | Album            |
| ------------------------------------------------------ | ----- | ------------------ | ------------------ | ------------------ | ------------------ | ------------------ | ------------------ | ------------------ | ------------------ | ------------------ | ------------------ | ----------------------------------------------------------------------------------------------- | ---------------- |
| Hot Right Now (DJ Fresh featuring Rita Ora)            | 2012  | 1                  | 46                 | 24                 | 11                 | —                  | —                  | 28                 | 17                 | —                  | —                  | - BPI: Or                                                                                       | Nextlevelism     |
| Lay Down Your Weapons (K Koke featuring Rita Ora)      | 2013  | 18                 | —                  | —                  | —                  | —                  | —                  | —                  | —                  | —                  | —                  |                                                                                                 | I Ain't Perfect  |
| Black Widow (Iggy Azalea featuring Rita Ora)           | 2014  | 4                  | 15                 | 25                 | 12                 | 6                  | 19                 | 39                 | 9                  | 11                 | 3                  | - BPI : Or - ARIA : Platine - MC : 2× platine - IFPI DEN: Platine - RMNZ: Or - RIAA: 4× Platine | The New Classic  |
| Do They Know It's Christmas? (avec Band Aid 30)        | 2014  | 1                  | 3                  | 5                  | 1                  | 8                  | 35                 | 2                  | 1                  | 2                  | 63                 | - BPI : Or                                                                                      | Non-album single |
| Doing It (Charli XCX featuring Rita Ora)               | 2015  | 8                  | 68                 | —                  | 110                | —                  | —                  | —                  | 23                 | —                  | —                  | - BPI: Argent                                                                                   | Sucker           |
| New York Raining (Charles Hamilton featuring Rita Ora) | 2015  | 29                 | —                  | —                  | —                  | —                  | —                  | —                  | —                  | —                  | —                  |                                                                                                 | Empire           |
| Lonely Together (Avicii featuring Rita Ora)            | 2017  | 4                  | 32                 | 18                 | 36                 | —                  | 38                 | 24                 | —                  | —                  | —                  | - SNEP: Platine                                                                                 | Avīci (01)       |
| R.I.P. (Sofía Reyes featuring Rita Ora & Anitta)       | 2019  | —                  | —                  | —                  | —                  | —                  | —                  | —                  | 69                 | —                  | —                  |                                                                                                 | Non-album single |
| « — » non classé.                                      |       |                    |                    |                    |                    |                    |                    |                    |                    |                    |                    |                                                                                                 |                  |

### Autres apparitions
| Titre   | Année | Album    | Artiste     |
| ------- | ----- | -------- | ----------- |
| Awkward | 2007  | Trust Me | Craig David |

## Clips vidéo
| Titre                        | Année | Réalisateur(s)            | Ref.   |
| ---------------------------- | ----- | ------------------------- | ------ |
| Where's Your Love            | 2008  | Steve Kemsley             |        |
| Hot Right Now                | 2012  | Rohan BM                  | [ 38 ] |
| R.I.P.                       | 2012  | Emil Nava                 | [ 39 ] |
| How We Do (Party)            | 2012  | Marc Klasfeld             | [ 40 ] |
| Shine Ya Light               | 2012  | Rohan BM                  |        |
| Radioactive                  | 2012  |                           |        |
| Facemelt                     | 2013  |                           |        |
| I Will Never Let You Down    | 2014  | Francesco Carrozzini      | [ 41 ] |
| Black Widow                  | 2014  | Director X et Iggy Azalea | [ 42 ] |
| Doing It                     | 2015  |                           |        |
| Poison                       | 2015  |                           |        |
| Body On Me                   | 2015  |                           |        |
| Your Song (en)               | 2017  |                           |        |
| Lonely Together (ft. Avicii) | 2017  |                           |        |
| Anywhere                     | 2017  |                           |        |
| For You (ft. Liam Payne)     | 2018  |                           |        |
| Girls                        | 2018  |                           |        |
| Let You Love Me              | 2018  |                           |        |

### Autres apparitions
| Titre                                     | Année | Réalisateur(s)  | Réf.   |
| ----------------------------------------- | ----- | --------------- | ------ |
| Young Forever (Jay-Z featuring Mr Hudson) | 2009  | Anthony Mandler |        |
| Over (Drake)                              | 2010  | Anthony Mandler | [ 43 ] |